# 命
命（いのち）とは、存在する生物及び生命体の生死を定義する生命及び生そのものである。命を失うこと、すなわち生体を物質的に構成する細胞や生命基本単位が死滅することは死ぬことと同一である。なお、科学的な生としての意味以外に、命を失うことは存在が寂滅及び無に浸るといった思想的概念全般においても幅広く意味を持つ。世で最も大切な存在として観念前提上定義される。命は多様で奥深い意味を持つ概念であり、生物の生きる力や期間、生きていく大もとの外に現れる働きのもとでもあり、「唯一のよりどころとなる、最も大切なもの」という象徴的な意味もある（例：このラーメンはスープが命だ）。人間の命は特に人命と呼ばれることがあり、人命は第一に守られるべき（最も尊ばれるべき）であるという社会的通念がある。
命（めい）は、命を賭けて果たすべきことであり、命令は「命じる」こと、厳密には命を賭けて果たすべき令のことである。しかし、現代の日本では、単なる指令・指示等と同義で用いられることが多い。

## 概要
あらゆるものに命は宿っており、使命を持っているとする考え方であり、寿命が尽きても新たな命を育むと考えられている。この様な場合には、「魂」と同様に用いられている。狭義には、生物の根源である生命と同義である。命あるものとないものの境界は必ずしも明確ではなく、例えば、ウイルスが生命体であるか否かは諸説ある。
「命」は2006年の「今年の漢字」に選ばれた。

## 旧約聖書における命
- キリスト教旧約聖書として翻訳されたモーセ五書創世記において、命は血と同義である。
  - 創世記 9章4節（新共同訳聖書）ただし、肉は命である血を含んだまま食べてはならない。
  - 創世記 9章5節（新共同訳聖書）また、あなたたちの命である血が流された場合、わたしは賠償を要求する。いかなる獣からも要求する。人間どうしの血については、人間から人間の命を賠償として要求する。
- キリスト教旧約聖書として翻訳されたモーセ五書創世記において、命は、必ずしも人ひとりの寿命の限りではない。「あなた（אותך）をますます増やす」という記述のとおり、子孫が繋がっている間は命が継続していて断たれていないという概念である。
  - 創世記 17章2節（新共同訳聖書）わたしは、あなたとの間にわたしの契約を立て、あなたをますます増やすであろう。」
  - Genesis(創世記)17:2(欽定訳聖書)And I will make my covenant between me and thee, and will multiply thee exceedingly.
- キリスト教旧約聖書として翻訳されたモーセ五書レビ記において、命である血の源は、女性の月経であると考えられている。
  - レビ記 20章18節（新共同訳聖書)生理期間中の女と寝て、これを犯した者は、女の血の源をあらわにし、女は自分の血の源をあらわにしたのであって、両者共に民の中から断たれる。
  - Leviticus(レビ記)20:18(欽定訳聖書)And if a man shall lie with a woman having her sickness, and shall uncover her nakedness; he hath discovered her fountain, and she hath uncovered the fountain of her blood: and both of them shall be cut off from among their people.

## 関連語
- 生命 - 「生」「命」と字を並べることで、多義文字の「命」の意味をひとつに特定している。（中国語では多い、似た意味の漢字を2字並べることで、意味を特定する表現。）
- 寿命 - 使命を果たし命が尽きることを指す。
- 余命 - 残りの命のことを指す。（「あまった」ではない。たとえば「余熱」は、まだ残存している熱。）
- 宿命 - 最初からその命に宿っていたと考えられているさまざまなことを指す。
- 運命 - 定まっていたものを指す。
- 天命 - 中国の「天」という思想にもとづいた概念であり、『「天」が授けた命』のこと。「五十にして天命を知る。」（孔子『論語』）
- 五術の命（めい） - 天命、運命、宿命、などのように、生まれつき決められた定めを表す概念。五術には命・卜・相・医・山という五項目があり、なかでも命は命理ともいい、自分の天命や運命を知る方法という意味。

関連語ではないと判断したほうがよいもの
- 使命 - 使者としてつかわす命令。使者として任命する原因となった用向き（用事）。重要な任務。